# Locomotora Palau

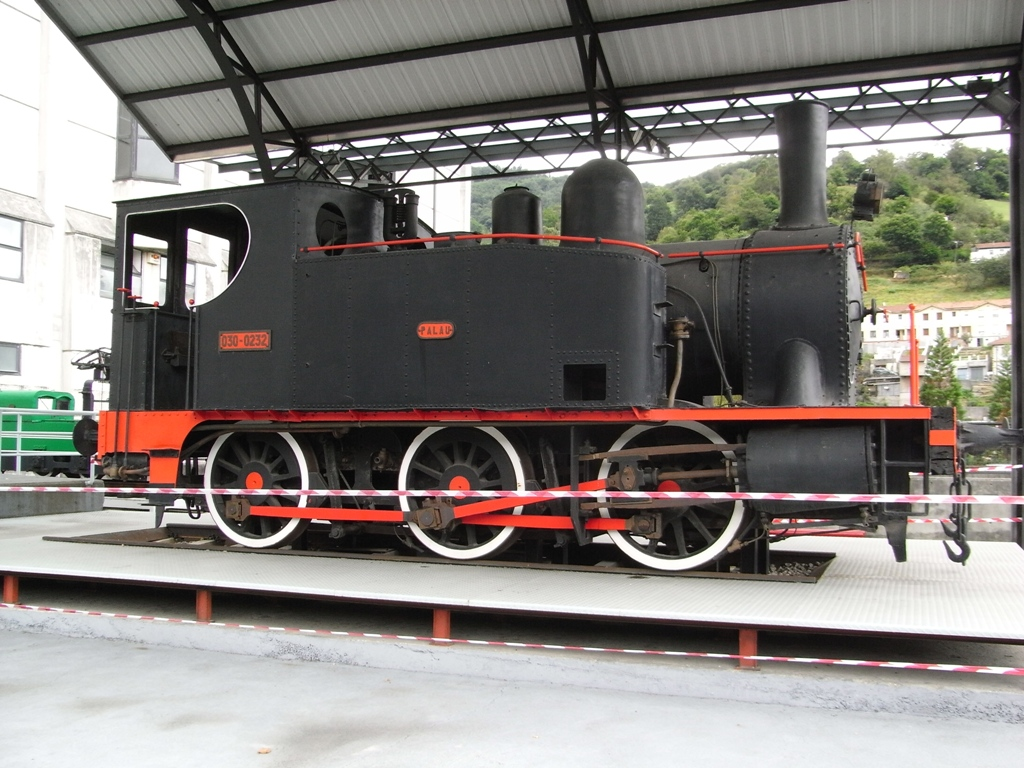
Locomotora RENFE 030-0232 en el Museo de la Minería y la Industria.

La locomotora de vapor Palau (o 030-0232) es la primera de ancho ibérico fabricada en España, por la empresa La Maquinista Terrestre y Marítima en Barcelona, en 1887. Prestó servicio en la provincia de Barcelona en el ferrocarril de Sarriá a Barcelona y en la línea de Mollet del Vallès a Caldas de Montbuy. En 1941 pasó a Renfe donde fue destinada a Asturias, terminando su vida útil en Hunosa. Tras su retiro fue restaurada y se conserva en el Museo de la Minería y de la Industria de Asturias.

## Historia

### Fabricación
Con el número 5 de fábrica, en 1887, la empresa barcelonesa La Maquinista Terrestre y Marítima (MTM) fabricó la primera locomotora de vapor de ancho ibérico en España. Hasta esa fecha, las locomotoras de ancho ibérico utilizadas en España eran importadas del extranjero, pero ya habían sido construidas en España locomotoras de anchos de vía inferior. 
Junto con la número 6, de 1888, las dos locomotocoras tuvieron como destino el Ferrocarril de Sarriá a Barcelona, para su línea de doble vía entre la villa de Sarriá y la ciudad de Barcelona, conocida como tren de Sarrià. Ambas estuvieron en servicio, con los números 10 y 11, hasta la electrificación y estrechamiento de la línea, completados en 1905.
Posteriormente fueron vendidas a la Compañía de Ferrocarriles y Tranvías para la línea de Mollet del Vallès a Caldas de Montbuy. Esta empresa encargó a la MTM una nueva locomotora, de características similares a las otras dos, que empezó a prestar servicio en 1915. Las tres locomotoras fueron bautizadas, respectivamente como Palau, Caldas y Mollet. De ahí pasaron a RENFE en 1941, con los números de serie 030-0232 a 030-0234.
En 1964 la 030-0232 fue vendida a la Sociedad Hullera Española (SHE) para continuar con los servicios que ya realizaba en régimen de alquiler en el ramal de la estación de Ujo al lavadero de Sovilla de la SHE, que trataba los carbones de sus minas en el concejo de Aller (Asturias). Con la incorporación de la SHE a Hunosa (1967), pasó a la compañía pública minera hasta su retiro en 1982.

### Conservación
Tras su retirada permaneció en las instalaciones de Hunosa en Sovilla. En 1986, fue incluida en el Inventario del Patrimonio Histórico Industrial de Asturias con el identificativo 857. Posteriormente, fue restaurada y emplazada en el exterior del Museo de la Minería de El Entrego. 
En 1999, Pintado Quintada la localiza en unos talleres del polígono de Silvota en restauración y, un año más tarde, Olivé i Guilera cita que la locomotora entonces estaba en el Museo del Ferrocarril de Asturias, en Gijón.

## Características
Es una locomotora  rodaje 030T, según la nomenclatura utilizada en España: tres ejes motores acoplados mediante bielas, con tanques de agua laterales. Su ancho de vía es de 1672 mm (ancho ibérico). Sus cilindros estaban ligeramente inclinados y la distribución plana de Stephenson, en el interior.
Con un peso en vacío de 32,5 t, tenía una potencia normal indicada de 432 CV. Tiene una longitud entre topes de 8,510 m y una altura de 3,300 m. Originalmente estaba dotada de un arenero de planta cuadrada entre el domo y la chimenea. Posteriormente, fue eliminado y sustituido por uno de planta circula tras el domo, que es el actual.
Otras características de la máquina son:
| Ruedas                   |      |        |
| diámetro de las motrices | 1200 | mm     |
| Cilindros                |      |        |
| diámetro interior        | 410  | mm     |
| carrera del émbolo       | 600  | mm     |
| Caldera                  |      |        |
| timbre                   | 9    | kg/cm² |

| Peso                 |        |    |
| en vacío             | 32 500 | kg |
| en servicio          | 39 310 | kg |
| adherente            | 39 310 | kg |
| Superficie           |        |    |
| de rejilla           | 1.35   | m² |
| total de calefacción | 89     | m² |

## Filatelia
Una imagen de la Palau, procedente del Álbum de material motor de Renfe (edición de 1947), fue utilizada en una emisión de la Fábrica Nacional de Moneda y Timbre de 50 millones de etiquetas de franqueo ATM, en el año 2005. La imagen tenía el pie de imagen Locomotora 1887, Museo del ferrocarril.